# Aggro Berlin
Aggro Berlin fue un sello discográfico de hip-hop alemán. Fue fundado en 2001 como sello independiente, se integró a Universal Music en 2007 y fue disuelto el 1 de abril de 2009. Los artistas de Aggro Berlin fueron Sido, B-Tight, Tony D, Fler y Kitty Kat.
Aggro era conocido principalmente por sus temas y letras agresivas. Sus integrantes han sido criticados numerosas veces por sus actitudes frente a la mujer y los homosexuales. Canciones que han sido transformadas en sencillos son "Neger bums mich" (Negro, jódeme), "Arschficksong" (Canción del sexo anal) y "Aggro".
En el 2004, el álbum con el cual Sido debutó, "Maske," vendió más de 100 000 en menos de un mes. En septiembre de ese mismo año, el rapero ganó el prestigioso Premio Musical Alemán por "Best Newcomer."
El artista Bushido abandonó Aggro en junio de 2004 por Universal Music.

## Nombre
"Aggro" (en este contexto substantivo) es un reginalismo alemán que significa "tener una actitud agresiva". 
Berlín es el nombre de la ciudad donde se encuentra el cuartel general del sello. Todos los artistas de Aggro, viven en Berlín.

## Discografía
- (Album) A.i.d.S. - (Splash Special) (2001)
- (Album) A.i.d.S. - Das Mic und Ich (2001) El micrófono y yo
- (Album) Royal TS - Alles ist die Sekte: Album Nr. 3 (2002) Todo es La Secta
- (Sampler) Ansage Nr. 1 (2002) Announcement N.º 1
- (Album) Sonny Black & Frank White - Carlo, Cokxxx, Nutten (2002) Carlos, cocaína, prostitutas
- (Album) B-Tight - Der Neger (in mir) (2002) El Negro (en mi)
- (Sampler) Ansage Nr. 2 (2003) Anuncio No.2 (*)
- (Single) Bushido - Bei Nacht (2003) A la noche
- (Album) A.i.d.S. - Garnich so schlimm (2003) Sinceramente no tan mal
- (Album) Bushido - Vom Bordstein bis zur Skyline (2003) From curbstone to the skyline (*)
- (Single) Bushido - Gemein wie 10 (2003) Malo como 10
- (Sampler) Ansage Nr. 3 (2003) Anuncio N.º 3 (*)
- (Single) Sido - Mein Block (2004) Mi bloque
- (Album) Sido - Maske (2004) Máscara (*)
- (Single) Sido - Arschficksong (2004) Canción del sexo anal
- (Single) Sido - Fuffies im Club (2004) Fuffies en el Club
- (Single) Fler - Aggroberlina (2004)
- (DVD) Aggro Ansage Nr.1 (2004) Anuncio N.º 1
- (Sampler) Ansage Nr. 4 (2004)(*) Anuncio No.4
- (Single) Sido - Mama ist stolz (2005) Mamá está orgullosa
- (Single) Sido - Mama ist stolz (Punkrock-Version) (2005)
- (Single) Fler - NDW 2005 (2005)
- (Album) Fler - Neue Deutsche Welle (2005) New German Wave/Nueva ola alemana
- (Mixtape) BTight & Tony D - Heisse Ware (2005) Hot stuff
- (Single) Deine Lieblingsrapper - Steh wieder auf (2005) Stand up again/Levantate otra vez.
- (Album) Deine Lieblingsrapper - Dein Lieblings Album (2005) Your favorite Álbum
- (Single) Fler - Nach eigenen Regeln/Aggro (2005) By his own rules
- (Sampler) Ansage Nr. 5 (2005) Announcement N.º 5
- (Album) Sido - MaskeX (2005) MaskX
- (Album) Fler - Neue Deutsche Welle Premium Edition (2005)
- (Mixtape) Fler - F. L. E. R. 90210 (2006)
- (Single) Sido feat. G-Hot - Wahlkampf (2006)
- (Mixtape) Beathoavenz - Der Neue Standard (2006)
- (DVD) Aggro Berlin - Aggro Videos Teil 1 (2006)
- (Sampler) Aggro Ansage Nr. 4X (Re-edition) (2006) Announcement N.º 4X
- (Sampler) Aggro Ansage Nr. 3X (Re-edition) (2006) Announcement N.º 3X
- (Sampler) Aggro Ansage Nr. 2X (Re-edition) (2006) Announcement N.º 2X
- (Single) Fler - Papa ist zurück (2006) Daddy is back
- (Album) Fler - Der Trendsetter (2006) The Trendsetter
- (Single) Fler feat. Muhabbet - Cüs Junge (2006)
- (Sampler) Aggro Ansage Nr. 5X (Re-edition) (2006) Announcement N.º 5X
- (EP) B-Tight - X-Tasy (2006)
- (Mixtape) G-Hot - Aggrogant (2006)
- (Book) Sido - Ich Will Mein Lied Zurück (2006) I want my song back
- (DVD) Fler - Der Trendsetter (2006) The Trendsetter
- (Single) Sido - Straßenjunge (2006) Streetboy
- (Single) Sido - Weihnachtssong (2006) Christmassong
- (Album) Sido - Ich (2006) I
- (Single) Sido - Ein Teil von mir (2007) A part of me
- (Mixtape) Fler - Airmax Muzik (2007) Airmax music
- (Album) MC Bogy - Willkommen in Abschaumcity (2007) Welcome to scumcity
- (Feature Album) Sido - Eine Hand wäscht die andere (2007) One hand washes the other
- (Single) B-Tight - Ich Bins (2007) I am it
- (Album) B-Tight - Neger Neger (2007) Nigger Nigger

Disstracks:
- Fler - Hollywoodtürke
- Fler & B-Tight - Du Opfer
- G-Hot - E.K.O.(Du Opfer part2)
- Fler - A.G.G.R.O Gee

(*: Añadidos al índice de obras no accesibles a menores por la secretaría de protección a la juventud alemana)